# Asiactenius tokgajevi
Asiactenius tokgajevi är en skalbaggsart som beskrevs av Medvedev 1962. Asiactenius tokgajevi ingår i släktet Asiactenius och familjen Melolonthidae. Inga underarter finns listade.